# Mer de Noms
Albums de A Perfect Circle
Thirteenth Step (2003)
Mer de Noms est le premier album studio du groupe américain de rock A Perfect Circle. L'album sort le 23 mai 2000. Il se vend à plus de 188 000 exemplaires la première semaine et est certifié disque de platine par la RIAA plus tard au cours de la même année. Trois singles sortent pour la promotion de l'album, " Judith ", " 3 Libras " et " The Hollow ", qui figurent tous dans le top 20 des charts Billboard US Modern Rock et Mainstream Rock .

## Contexte
Le groupe est monté par Billy Howerdel, un ancien technicien guitare de Nine Inch Nails, The Smashing Pumpkins, Fishbone et Tool. Howerdel rencontre le chanteur Maynard James Keenan en 1992, lors de la première partie que Tool assure pour Fishbone, et les deux se lient d'amitié. Trois ans plus tard, Keenan offre à Howerdel, qui cherche un logement, une chambre dans sa maison de North Hollywood. Cela permet à Howerdel de jouer certaines de ses démos à Keenan. Satisfait de ce qu'il entend, Keenan note : "Je me vois chanter [ces chansons]."  Bien qu'il souhaite à l'origine une chanteuse, Howerdel reconnaît que Keenan conviendrait bien et A Perfect Circle est formé peu de temps après. Les deux musiciens complètent la formation initiale du groupe avec la bassiste et violoniste Paz Lenchantin, l'ancien guitariste de Failure Troy Van Leeuwen et le batteur de Primus Tim Alexander,. Le groupe joue son premier show à la réception du Viper Club de Los Angeles en août 1999, suivi d'un show à plus grande échelle et plus largement diffusé au festival Coachella en octobre suivant. Au début des pourparlers en vue d'une signature avec Volcano Records  - Le label de Tool - Keenan déclare qu'ils pensaient tous deux se tourner vers Virgin Records, mais que lui voulait que le groupe soit aussi important que Tool, et non un projet secondaire mineur. Après les premiers concerts et la signature d’un contrat d’enregistrement, le groupe entre en studio pour commencer à travailler sur son premier album. Alexander est bientôt remplacé par Josh Freese, qui avait précédemment travaillé avec Howerdel sur l'album Chinese Democracy de Guns N 'Roses,, La seule contribution studio d'Alexander étant la batterie sur la version de l'album de la chanson " The Hollow ". 

## Composition et thèmes
Musicalement, l’album développe un univers sonore qui, selon Billboard "conduit les auditeurs vers les vertiges du prog rock"  et "brouille les frontières entre rock alternatif et  hard rock, avec de nombreux airs plus lents amenant une combustion lente plutôt que des embrasements soudains". Le magazine New Yorker relève aussi que le groupe expérimente dans ce disque "un tissage entre le heavy metal et le rock alternatif". Parmi les différents instruments employés pour cet album figurent des guitares acoustiques, des violons et des xylophones.   
La plupart des paroles de l'album sont dédiées à différentes personnes de l'entourage du chanteur Maynard James Keenan. Certaines pistes se nomment ainsi "Judith", "Breña", "Rose", "Thomas", "Magdalena", "Orestes" et "Renholdër" (pour le musicien Danny Lohner ). 
Les symboles présents sur la couverture de l’album peuvent être traduits par "La Cascade des Prénoms". 
Howerdel travaille déjà sur certaines musiques, notamment les titres "The Hollow" et "Breña", dès 1988  Le titre de la chanson " Renholdër " est l’anagramme du nom de ingénieur du son Danny Lohner : "Re: D.Lohner", chose que Lohner n'avait jamais remarqué à l'écoute du morceau. 

## Sortie et promotion
Un mois avant sa sortie, le groupe entame une tournée avec Nine Inch Nails, qui se déroule d’avril à juin,. L'album sort le 23 mai 2000  et entre directement dans le Billboard 200 à la quatrième place, ce qui en fait le meilleur lancement pour un premier album d'un groupe de rock jamais enregistré au Billboard 200. Il se vend à plus de 188 000 exemplaires la première semaine et demeure dans les charts pendant 51 semaines consécutives. Il est certifié disque de platine par la RIAA le 31 octobre 2000. L'album culmine à la 27e place des albums du catalogue Top Pop du Billboard le 4 octobre 2003, trois ans après sa sortie. 
Après la sortie de l'album et la tournée avec Nine Inch Nails, le groupe se lance dans une tournée canadienne, la Summersault Tour, avec les Foo Fighters, les Smashing Pumpkins et Our Lady Peace, début août  suivie d'une tournée en tête d'affiche en Amérique du Nord pendant le reste du mois et en septembre. 

## Réception critique
Ned Raggett, critique d'Allmusic, loue l'instrumentation et la composition de l'album, soulignant "la combinaison captivante de la voix douloureuse de Keenan avec l'écriture aboutie de Howerdel ainsi qu'une production de haut niveau, mise au service de l'une des meilleures créations de ce qu'il demeure du rock moderne en l'an 2000".  
Le critique de Entertainment Weekly, Marc Weingarten, félicite l’album pour avoir su conserver l’influence artistique du travail conduit par Maynard avec Tool, en moins torturé et le fait qu'il se marie bien aux " éclats de guitare enlevées de Howerdel avec de vraies jolies mélodies et une production raffinée".  
Melody Maker commente: "C'est Killing Joke et Jane's Addiction; c'est Soundgarden et Alice In Chains ; la voix merveilleusement intime de Keenan est mise en avant et la profondeur de son chant vous aspire en lui." 
NME écrit également : "En explorant leurs ténébreuses inspirations, A Perfect Circle a créé une œuvre d'une beauté morbide. En termes d'obscurité, il éclipse presque tout le reste. " Pat Blashill de Rolling Stone déclare : «La musique de A Perfect Circle est comme une réminiscence désespérée de ce que fut autrefois le rock. »  Dans son évaluation, Tyler Fisher de Sputnikmusic soutient également l’album : "Les chansons de cet album ne sont non seulement brillantes, elles sont également magnifiques et extrêmement mélodiques. A perfect circle prend son envol sur Thirteenth step pour nous conduire vers une autre dimension."  
Stuart Green d' Exclaim! décrit cet album comme "un disque de rock honnête, du moins selon les standards de Tool", poursuivant "Et avec l'ajout de violons, de la délicatesse de la bassiste Paz Lenchantin, de la flûte et d'autres motifs de rock progressif, le disque s'engage dans une voie beaucoup plus dynamique tout en maintenant sa pesanteur de chape de plomb. " 

## Liste des morceaux
Toutes les chansons sont écrites et composées par Billy Howerdel et Maynard James Keenan.
| 1.  | The Hollow      | 2:58 |
| 2.  | Magdalena       | 4:06 |
| 3.  | Rose            | 3:26 |
| 4.  | Judith          | 4:07 |
| 5.  | Orestes         | 4:48 |
| 6.  | 3 Libras        | 3:39 |
| 7.  | Sleeping Beauty | 4:10 |
| 8.  | Thomas          | 3:29 |
| 9.  | Renholdër       | 2:24 |
| 10. | Thinking of You | 4:34 |
| 11. | Breña           | 4:24 |
| 12. | Over            | 2:21 |

| 13. | Orestes (Demo) | 3:24 |

Remarque
- La version vinyle contient "Sleeping Beauty" avec une introduction prolongée (04:57) et un mélange alterné de "Over" (03:07).

## Personnes ayant participé à l'enregistrement
Crédits adaptés des notes du liner Mer de Noms
Groupe
- Maynard James Keenan - chant (pistes 1-12), gord (kalimba) (piste 12)
- Billy Howerdel - guitare (pistes 1-11), basse (pistes 1-6, 8, 10 et 11), voix de fond (pistes 1, 4, 5 et 9-11), claviers (piste 5), piano (pistes 9 et 12)
- Josh Freese - batterie (pistes 2-11), percussions (piste 9)
- Paz Lenchantin - violon (pistes 3, 6 et 9), basse (piste 7), chœurs (pistes 4, 5 et 9)
- Troy Van Leeuwen - parties de guitare principales à la fin du morceau (pistes 7 et 10)

Musiciens supplémentaires
- Tim Alexander - batterie (piste 1)
- Luciano Lenchantin - Alto (piste 6)
- Draven Godwin - percussion (plage 8)
- Kelli Shafer - chœurs (plage 9)

Production
- Billy Howerdel - production, mixage, ingénierie du son
- Alan Moulder - mixage
- Frank Gryner - ingénierie de la batterie
- Eddy Schreyer - mastering

## Classements

### Classements hebdomadaires
| Année | Classement                 | Position |
| ----- | -------------------------- | -------- |
| 2000  | Billboard 200              | 4        |
| 2000  | Meilleurs albums canadiens | 5        |
| 2000  | Meilleurs albums Internet  | 5        |